# Soera De Namiddag
Soera De Namiddag is een soera van de Koran.
De soera is vernoemd naar de namiddag waarbij gezworen wordt in de eerste aya.

## Bijzonderheden
Asr is ook de salat die in de namiddag wordt verricht.